# Séez
Séez település Franciaországban, Savoie megyében. Lakosainak száma 2460 fő (2022. január 1.). Séez La Thuile, Bourg Saint Maurice, Montvalezan és Villaroger községekkel határos.

## Népesség
A település népessége az elmúlt években az alábbi módon változott:
| Lakosok száma | 2470 | 2398 | 2440 | 2355 | 2342 | 2322 | 2367 | 2413 | 2460 |
|               | 2013 | 2015 | 2016 | 2017 | 2018 | 2019 | 2020 | 2021 | 2022 |